# Сан-Рафаэль (аэропорт)
Международный аэропорт Сан-Рафаэля (исп. Aeropuerto Internacional de San Rafael) более известный как аэропорт имени Сантьяго Джермано (исп. Aeropuerto Santiago Germano) — аэропорт, расположенный в 6 км к западу от города Сан-Рафаэль, провинция Мендоса, Аргентина. Эксплуатируется компанией Aeropuertos Argentina 2000.

## История
Открыт в 1997 году.

## Статистика
Данные из запроса в Викиданные.